# Pachyballus flavipes
Pachyballus flavipes là một loài nhện trong họ Salticidae.
Loài này thuộc chi Pachyballus. Pachyballus flavipes được Eugène Simon miêu tả năm 1910.